# Mordellistena pumila
Mordellistena pumila är en skalbaggsart som först beskrevs av Leonard Gyllenhaal 1810.  Mordellistena pumila ingår i släktet Mordellistena, och familjen tornbaggar. Arten är reproducerande i Sverige.